# Ariadna lateralis
Ariadna lateralis là một loài nhện trong họ Segestriidae.
Loài này thuộc chi Ariadna. Ariadna lateralis được Ferdinand Karsch miêu tả năm 1881.